# Marc de Cacqueray-Valménier
Pour les articles homonymes, voir Cacqueray.
Marc de Cacqueray-Valménier est un activiste néonazi français né en 1997 ou 1998. Il est le fondateur et le meneur du groupuscule d'extrême droite Zouaves Paris de sa création en 2018 à sa dissolution en 2022. Il est ensuite à l'origine de la réactivation du Groupe union défense en 2022. Il a fait l'objet de plusieurs condamnations pénales pour faits de violence.

## Biographie

### Origines familiales et jeunesse
Marc de Cacqueray-Valménier naît en 1997 ou 1998. La famille de Cacqueray est issue de l'ancienne noblesse française, et certains de ses membres sont des militants catholiques traditionalistes notables : il est le fils de Michel et Myriam de Cacqueray-Valménier, tous deux proches de l'Action française (AF), son cousin milite au sein de La Manif pour tous et a été tête de liste Rassemblement national lors des élections municipales de 2020 au Mans, et il est le neveu du prêtre traditionaliste Régis de Cacqueray-Valménier,.
Durant sa jeunesse, il fait partie d'un mouvement scout.
Il se marie en 2025 avec Liselotte Dungelhoeff, journaliste à Radio Courtoisie.

### Formation et parcours professionnel
Il effectue deux années de classes préparatoires littéraires puis étudie au sein de la Neoma Business School à Reims, dont il sort diplômé en management et ressources humaines en 2021. Il enchaîne ensuite plusieurs missions de travail intérimaire dans des domaines variés, puis se retrouve au chômage en raison de son engagement au sein de l'extrême droite violente.

### Parcours politique

#### Débuts militants
Durant un temps, il est membre d'une « bande skinheadisante confidentielle », Les Archanges et milite également au sein des Jeunesses nationalistes. En 2016, il rejoint l'Action française, dont il devient rapidement le leader de la section lycéenne parisienne. Alors que la section marseillaise de l'AF est la cible de militants antifascistes, Marc de Cacqueray-Valménier organise des renforts afin de lui venir en aide, en faisant se déplacer des militants parisiens de l'AF, mais également des membres du Groupe union défense et du Blood and Honor Hexagone. Il sympathise avec des membres du GUD à cette occasion, et en vient à revendiquer une double-appartenance au GUD et à l'AF en juin 2016. D'après le chercheur en sociologie Emmanuel Casajus, il rêve alors « d'une coopération interpartisane débarrassée de préjugés et de luttes intestines »,.
En octobre 2016, en vue d'une manifestation contre le mariage homosexuel et l'homoparentalité, Cacqueray-Valménier se fait au sein de l'AF le relais de la stratégie du GUD, partisan de la confrontation avec les contre-manifestants antifascistes ; tandis que le leader de la section étudiante de l'AF s'exprime en faveur d'« une démonstration qui bénéficierait à l'image de l'Action française contre celle du GUD ». Les deux parties n'arrivent pas à trouver de consensus, et une partie des militants lycéens de l'AF désobéissent finalement au leader de la section étudiante de l'AF pour rejoindre la charge du GUD contre les militants antifascistes. À la suite de ces événements, les cadres plus âgés rappellent à l'ordre le leader de la section étudiante et Cacqueray-Valménier, leur reprochant « d'avoir cédé à des logiques de bandes alors que l'heure était à la politique ». Cacqueray-Valménier quitte l'AF peu de temps après et se consacre pleinement au militantisme au sein du GUD.
Durant ses années d'études à Reims, il rejoint le groupe hooligan néonazi local Mes os, au sein du quel il participe à des combats organisés entre groupes de hooligans. Par la suite, il rejoint également un autre groupe hooligan néonazi, Jeunesse Boulogne, basé à Paris,.

#### Montée au sein de la mouvance néonazie
En 2018, il fonde et mène sous le pseudonyme de « Marc Hassin » le groupuscule néonazi violent Zouaves Paris,. Durant les années d'activité du groupuscule, il étoffe son réseau en prêtant main-forte à différents groupes d'extrême droite et en participant à divers événements organisés par le Bastion social. Il étend également son réseau à l'international. En décembre 2019, il participe à un championnat de kick-boxing en Ukraine. Il rencontre des membres de l'extrême droite ukrainienne lors de ce voyage, comme Olena Semenyaka, secrétaire internationale du Corps national, à qui il accorde une interview ; et des membres d'un groupuscule néonazi. Il se rend également dans les camps d'entraînement du régiment Azov et participe au festival de national socialist black metal d'Asgardsrei,,.
En 2020, il participe à la fondation du Swastiklan, un groupuscule néonazi violent franco-suisse, décrit par les renseignements suisses comme ayant une expertise militaire « profonde » et « robuste ». Pendant l'automne 2020, il part combattre dans la guerre au Haut-Karabagh aux côtés des Forces armées arméniennes. À cette occasion, il publie une photographie de lui, « kalachnikov à la main et patch SS sur le torse ». Il envisage alors la création d'une brigade de volontaires étrangers et est suspecté par les renseignements suisses d'avoir fait venir cinq militants suisses du Swastiklan. Son implication au sein du conflit est cependant courte, un cessez-le-feu étant proclamé 15 jours après son arrivée. Le bureau du procureur général de la république d'Azerbaïdjan dépose en novembre une plainte contre lui pour ses actions alléguées sur place.
Zouaves Paris est dissous par décret gouvernemental en janvier 2022,. En novembre 2022, Marc de Cacqueray-Valménier réactive le GUD,,.
En 2023, France 24 indique que Marc de Caqueray-Valménier est fiché S. La même année, les services de renseignement français considèrent qu'il a une importance de premier plan au sein de la mouvance de l'extrême droite violente. En mai 2023, il chapeaute l'organisation du Comité du 9-Mai,. En novembre 2023, une enquête de StreetPress le décrit comme membre du Loutres Gang, un groupe d'extrême droite violent. La même enquête dévoile qu'il dirige des entraînements aux sports de combat destinés aux militants d'extrême droite.
Le 10 février 2024, il est arrêté et mis en garde à vue en compagnie de 39 hommes (dont une vingtaine de fichés S) près du cimetière de Charonne, où ils rendaient hommage à l'écrivain Robert Brasillach, figure du collaborationnisme et de l'antisémitisme. Sa garde à vue est la seule prolongée car il a fait l'objet d'une interdiction de paraître dans Paris levée en décembre 2023,,.

### Embauche par Vincent Bolloré
Le site d'investigation La Lettre révèle le 30 juillet 2024 que Marc de Cacqueray-Valménier a été engagé par Vincent Bolloré pour assurer la sécurité de la résidence privée de l'homme d'affaires, située sur l'île du Loc'h, une île privée de l'archipel des Glénan, et qu'il a commencé à y travailler en janvier 2023,.
Le militant d'extrême droite, sous contrôle judiciaire, avait auparavant reçu une promesse d'embauche comme DRH pour la société Financière Wagram, dirigée par Gabriel Loustau, le fils d'Axel Loustau, proche de Marine Le Pen. C'est en fait le groupe Checkport (anciennement nommé Normandy), une société de gardiennage appartenant également à la famille Loustau, qui assure le gardiennage de l'île du Loc'h. La Lettre souligne en mai 2025 que Vincent Bolloré maintient en poste le jeune néonazi, en dépit du risque réputationnel pour son groupe.

## Affaires de violences

### Violences en marge des manifestations des Gilets jaunes (2018–2019)
Le 1er décembre 2018 un groupe de 70 à 80 militants ultranationalistes se livrent à des actions particulièrement violentes en marge d'une manifestation hebdomadaire des Gilets jaunes, dans le secteur de l'Arc de Triomphe à Paris.
Le rôle central de Cacqueray-Valménier dans ces événements est établi. Lors de son interrogatoire, il nie être membre des Zouaves, mais reconnaît son appartenance au GUD. Il est condamné à six mois de prison avec sursis assortis de 105 heures de travail d'intérêt général,.
Le 29 janvier 2019, à nouveau dans un contexte de manifestations des Gilets jaunes, une trentaine de militants ultranationalistes attaquent à coup de pavés un groupe de militants du Nouveau Parti anticapitaliste dans le secteur de Bercy. Cacqueray-Valménier est photographié sans cagoule, occupé à lancer une barrière de chantier.

### Violences dans un bar lié à la mouvance antifasciste (2020)
Le 4 juin 2020 il participe à une agression dans un bar du 20e arrondissement de Paris fréquenté par la mouvance antifasciste, Le Saint-Sauveur. Il est condamné le 21 janvier 2022 à un an de prison ferme pour violences et dégradations (peine appliquée sous forme de bracelet électronique).

### Violences lors d'un meeting d'Éric Zemmour (2021)
Au parc des expositions de Villepinte en décembre 2021, lors d'un meeting d'Éric Zemmour pour sa campagne à l'élection présidentielle, un groupe de militants de SOS-Racisme s'infiltre pour manifester leur opposition au racisme. Cacqueray-Valménier est au nombre des individus qui les tabassent à coups de poing et de chaises. Après ces faits il est mis en examen pour violences volontaires aggravées et violences volontaires en réunion et placé sous contrôle judiciaire avec interdiction d'aller à Paris.
En janvier 2022 il participe en dépit de son contrôle judiciaire à un rassemblement en marge d'une manifestation contre le pass vaccinal : il est interpellé et incarcéré le 20 janvier et remis en liberté le 22 mars 2022.
En novembre 2023, il est renvoyé en correctionnelle pour « violence en réunion avec armes » pour ces faits. Lors de son procès à Bobigny en décembre 2024, le procureur requiert dix-huit mois de prison. Le 16 janvier 2025, il est condamné à neuf mois de prison ferme, aménageable en détention à domicile sous bracelet électronique.

### Préparation présumée de violences après le match de football France-Maroc (2022)
Lors de la coupe du monde de football 2022, les équipes de France et du Maroc s'affrontent en demi-finale. Après la rencontre, Cacqueray est arrêté par la police alors qu'il se dirige vers les Champs-Élysées pour, supposément, s'attaquer aux supporters de l'équipe du Maroc, avec un groupe porteur de cagoules militaires, des matraques, des bombes de gaz lacrymogène et des fumigènes,. Il est notamment soupçonné d'avoir appelé, par des messages envoyés sous le pseudonyme Marc Hassin, qu'il utilise régulièrement, à cette action groupée. À l'audience, où il comparaît avec six co-prévenus le 8 septembre 2023, les magistrats annulent l'ensemble de la procédure en raison d'« irrégularités » constatées dans les modalités d'interpellation des mis en cause par la police, et la disparition d'un sac rempli d'armes, qui n'avait « pas été mis correctement sous scellés »,,.
Le parquet fait toutefois fait appel, mais se désiste lors de l'ouverture du procès en appel en février 2025,.

## Position politique
Il se réclame ouvertement du fascisme,. Ultranationaliste, il défend une prétendue « supériorité de la race blanche ». Il a des symboles nazis tatoués sur le corps, dont une Totenkopf et un chevalier en armure auquel est accolée la mention « Samouraï d'Occident », en référence à Dominique Venner. Il fait partie de la mouvance nationale-révolutionnaire.